# إيراسموس موندوس

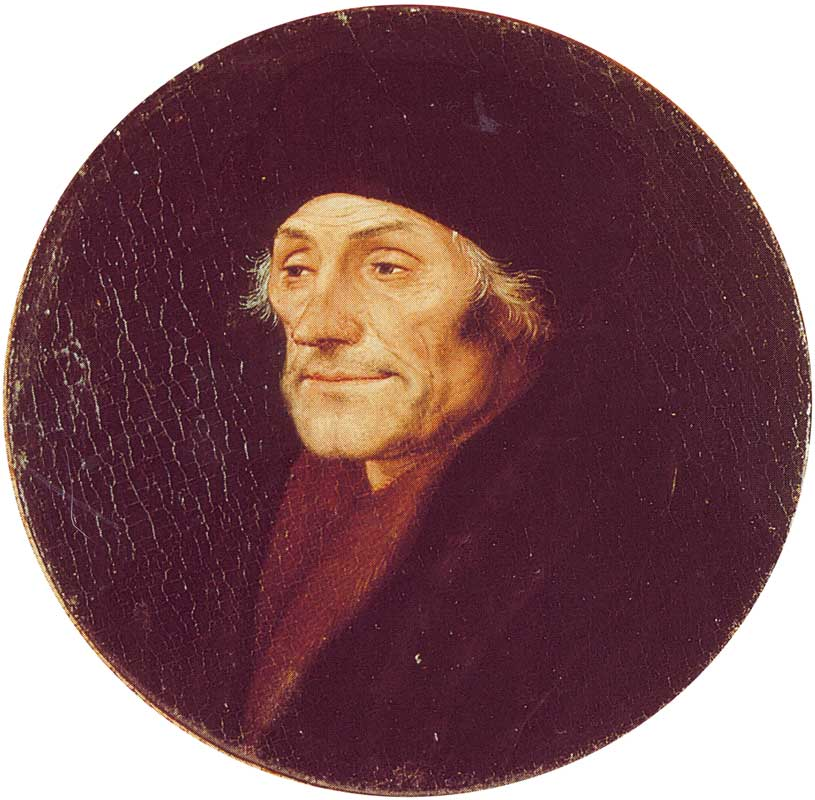
هولباين إيراسموس

إيراسموس موندوس (بالإنجليزية: Erasmus Mundus)‏ (سميت نسبةً إلى إيراسموس) هو برنامج أكاديمي للمنح الدراسية تابع للاتحاد الأوروبي، ويهدف إلى تعزيز جودة التعليم العالي من خلال المنح الدراسية والتعاون الأكاديمي بين الاتحاد الأوروبي وبقية العالم.

## أهداف البرنامج
1. جعل الطلاب والموظفين والمناهج الدراسية والبحوث الأكاديمية عالمية ودولية.
2. ضمان التأثير على تطوير الممارسة في احتياجات التعليم الخاص والتعليم الشامل.
3. تطوير الشبكات والمشاريع والبحوث التعاونية الدولية.[1]

## برامج إيراسموس موندوس المشتركة
في السابق، كانت إيراسموس موندوس توفر برامج مشتركة لكل من درجتي الماجستير والدكتوراه، ولكنها لم تعد توفر البرنامج للدكتوراه، بدلًا من ذلك تم استبداله ببرنامج ماريا سكودوفسكا كوري آكشنز (Marie Skłodowska-Curie Actions (MSCA)).
برنامج إيراسموس موندوس المشترك لدرجة الماجستير هو عبارة عن برامج دراسية متكاملة وعالية المستوى، تم تصميمها وتقديمها من خلال شراكة دولية لمؤسسات التعليم العالي في أوروبا (HEI)، وهي تشمل ما لا يقل عن ثلاثة من مؤسسات التعليم العالي من ثلاثة بلدان مختلفة، اثنتين منها على الأقل من الدول الأعضاء في الاتحاد الأوروبي. ويهدف البرنامج إلى تعزيز الجودة والتعاون الدولي في مجال التعليم العالي بين الطلاب والأكاديميين من جميع أنحاء العالم. يمكن للطلاب الحاصلين على درجة البكالوريوس أو الذين يتابعون دراستهم الجامعية التقدم للحصول على هذه المنحة. يقدم البرنامج مسارات دراسية مشتركة على مستوى الماجستير يتعاون في تصميمها وتنفيذها شراكة دولية من مؤسسات التعليم العالي. تغطي المنحة تكاليف المشاركة في البرنامج والسفر والمعيشة للطلاب المقبولين. تتضمن شروط التأهيل للحصول على المنحة حصول الطالب على شهادة جامعية أولى قبل بدء البرنامج وعدم الحصول على منحة إيراسموس موندوس في الماضي. تتوفر المنح أيضًا للأكاديميين من البلدان الأخرى الذين يتم اختيارهم للمساهمة في البرنامج المشترك.